# Hannoverscher Sportverein von 1896 1982-1983
Questa voce raccoglie le informazioni riguardanti l'Hannoverscher Sportverein von 1896 nelle competizioni ufficiali della stagione 1982-1983.

## Stagione
Nella stagione 1982-1983 l'Hannover, allenato da Diethelm Ferner e Gerd Bohnsack, concluse il campionato di 2. Bundesliga al 12º posto. In Coppa di Germania l'Hannover fu eliminato al primo turno dal Darmstadt.

## Rosa
| N. |                     | Ruolo | Calciatore       |
| -- | ------------------- | ----- | ---------------- |
|    | Germania (bandiera) | P     | Jürgen Rynio     |
|    | Germania (bandiera) | D     | Günter Dämpfling |
|    | Germania (bandiera) | D     | Bernd Gorski     |
|    | Germania (bandiera) | D     | Detlev Hennies   |
|    | Germania (bandiera) | D     | Rainer Scholz    |
|    | Germania (bandiera) | D     | Burkhard Steiner |
|    | Germania (bandiera) | D     | Karsten Surmann  |
|    | Germania (bandiera) | C     | Ralf Aussem      |
|    | Germania (bandiera) | C     | Norbert Bebensee |
|    | Germania (bandiera) | C     | Lars-Peter Beike |
|    | Germania (bandiera) | C     | Bernd Dierßen    |

| N. |                     | Ruolo | Calciatore         |
| -- | ------------------- | ----- | ------------------ |
|    | Germania (bandiera) | C     | André Frercks      |
|    | Germania (bandiera) | C     | Jochen Goll        |
|    | Germania (bandiera) | C     | Eckehard Kownatzki |
|    | Germania (bandiera) | C     | Manfred Maczuga    |
|    | Polonia (bandiera)  | C     | Marek Pięta        |
|    | Germania (bandiera) | C     | Fritz Wedekind     |
|    | Germania (bandiera) | A     | Frank Hartmann     |
|    | Germania (bandiera) | A     | Peter Hayduk       |
|    | Germania (bandiera) | A     | Klaus Körth        |
|    | Germania (bandiera) | A     | Horst Neumann      |

## Organigramma societario
Area tecnica
- Allenatore: Gerd Bohnsack
- Allenatore in seconda:
- Preparatore dei portieri:
- Preparatori atletici:

## Calciomercato

### Sessione estiva
| Acquisti | Acquisti         | Acquisti         | Acquisti |
| R.       | Nome             | da               | Modalità |
| -------- | ---------------- | ---------------- | -------- |
| D        | Günter Dämpfling | Friburgo         |          |
| C        | André Frercks    | Arminia Hannover |          |
| A        | Klaus Körth      | Hannover 96 II   |          |
| C        | Marek Pięta      | Widzew Łódź      |          |
| D        | Burkhard Steiner | Wattenscheid 09  |          |

| Cessioni | Cessioni            | Cessioni         | Cessioni |
| R.       | Nome                | a                | Modalità |
| -------- | ------------------- | ---------------- | -------- |
| D        | Jóhannes Eðvaldsson | Motherwell       |          |
| D        | Horst Kinkeldey     | Havelse          |          |
| D        | Gerhard Kleppinger  | Karlsruhe        |          |
| D        | Roland Kosien       | Bocholt          |          |
| D        | Ulf Winskowsky      | Arminia Hannover |          |

### Sessione invernale
| Acquisti | Acquisti | Acquisti | Acquisti |
| R.       | Nome     | da       | Modalità |
| -------- | -------- | -------- | -------- |

| Cessioni | Cessioni               | Cessioni        | Cessioni |
| R.       | Nome                   | a               | Modalità |
| -------- | ---------------------- | --------------- | -------- |
| A        | Dieter Schatzschneider | Fortuna Colonia |          |

## Risultati

### 2. Bundesliga

#### Girone di andata
| Arbitro: | Wuttke |

|                                              |           |  |
| Turcik 12’ Nickel 36’, 62’ (rig.) Dreher 81’ | Marcatori |  |

| Arbitro: | Osmers |

|                                                       |           |                      |
| Goll 36’ Bebensee 79’ Dierßen 85’ Schatzschneider 90’ | Marcatori | 13’, 53’ Vittinghoff |

| Arbitro: | Theobald |

|                                          |           |            |
| Kempa 29’ Nordgren 52’ (rig.) Eymold 85’ | Marcatori | 30’ Gorski |

| Arbitro: | Kautschor |

|  |           |                     |
|  | Marcatori | 68’ Benz 82’ Binder |

| Arbitro: | Risse |

|             |           |                           |
| Frercks 30’ | Marcatori | 84’ Bernecker 88’ Mattern |

| Arbitro: | Ermer |

|  |           |                                    |
|  | Marcatori | 34’, 90’ Schatzschneider 73’ Pięta |

| Arbitro: | Retzmann |

|                                                      |           |                    |
| Schatzschneider 16’ Dämpfling 40’ (rig.) Dierßen 64’ | Marcatori | 59’ (rig.) Metzler |

| Essen 18 settembre 1982, ore 15:00 CEST 8ª giornata | Rot-Weiss Essen | 0 – 0 referto | Hannover 96 | Georg-Melches-Stadion (2 400 spett.)\| Arbitro: \| Bodmer \| |
| Arbitro:                                            | Bodmer          |               |             |                                                              |

| Arbitro: | Correll |

|                                      |           |                                    |
| Pięta 59’ Schatzschneider 88’ (rig.) | Marcatori | 37’ Dubski 63’ Notthoff 69’ Helmes |

| Arbitro: | Kespohl |

|  |           |                                       |
|  | Marcatori | 13’, 72’ Hartmann 84’ Schatzschneider |

| Arbitro: | Wuttke |

|                                |           |                     |
| Scholz 27’ Schatzschneider 30’ | Marcatori | 56’ Walter 85’ Linz |

| Arbitro: | Bruch |

|          |           |                     |
| Lenz 85’ | Marcatori | 25’ Schatzschneider |

| Arbitro: | Ermer |

|                                                                      |           |                       |
| Schatzschneider 19’, 74’ Gorski 45’ Goll 72’ Scholz 75’ Hartmann 82’ | Marcatori | 89’ (rig.) Dannenberg |

| Arbitro: | Brehm |

|                                                                      |           |                     |
| Dubovina 33’ Bein 39’ (rig.), 73’ Michelberger 78’ Gorski 90’ (aut.) | Marcatori | 69’ Schatzschneider |

| Arbitro: | Schütte |

|                               |           |             |
| Pięta 10’ Schatzschneider 18’ | Marcatori | 15’ Álvarez |

| Arbitro: | Boos |

|                                |           |                                        |
| Förschner 8’ (rig.) Perrey 89’ | Marcatori | 26’ (rig.), 34’ (rig.) Schatzschneider |

| Arbitro: | Waltert |

|                       |           |                     |
| Goll 20’ Hartmann 32’ | Marcatori | 49’ Langer 85’ Bals |

| Arbitro: | Wahmann |

|                              |           |                      |
| Szech 70’ Feilzer 87’ (rig.) | Marcatori | 85’ (rig.) Dämpfling |

| Arbitro: | Barnick |

|                                    |           |                             |
| Hayduk 13’ Hartmann 16’ Scholz 81’ | Marcatori | 33’ Thomas 55’, 84’ Dickert |

#### Girone di ritorno
| Arbitro: | Uhlig |

|             |           |           |
| Neumann 53’ | Marcatori | 34’ Sturm |

| Arbitro: | Messmer |

|                                    |           |                        |
| Lemke 21’ Schatzschneider 42’, 85’ | Marcatori | 76’ Hayduk 77’ Surmann |

| Arbitro: | Assenmacher |

|            |           |                    |
| Hayduk 15’ | Marcatori | 27’, 73’ Cestonaro |

| Arbitro: | Gschwender |

|                           |           |  |
| Ludwig 13’ (rig.) Löw 71’ | Marcatori |  |

| Arbitro: | Correll |

|                      |           |             |
| Nehoda 29’ Trapp 64’ | Marcatori | 74’ Surmann |

| Arbitro: | Klauser |

|                         |           |  |
| Hartmann 78’ Hayduk 87’ | Marcatori |  |

| Arbitro: | Puchalski |

|                                   |           |                       |
| Schaub 73’ (rig.) Leiendecker 78’ | Marcatori | 76’ Gorski 85’ Scholz |

| Arbitro: | Zimmermann |

|                                                     |           |  |
| Goll 30’ Hayduk 54’ Hartmann 56’ Surmann 83’ (rig.) | Marcatori |  |

| Arbitro: | Risse |

|                              |           |             |
| Helmes 8’ Korb 15’ Fecht 90’ | Marcatori | 72’ Dierßen |

| Arbitro: | Diekert |

|                                 |           |                             |
| Hartmann 23’, 68’, 85’ Goll 28’ | Marcatori | 3’, 5’ Funke 14’ Olaidotter |

| Arbitro: | Werner |

|                                                 |           |            |
| Sebert 8’ (rig.) Linz 42’ Walter 59’ Bührer 79’ | Marcatori | 60’ Scholz |

| Arbitro: | Fleischer |

|                                           |           |          |
| Dämpfling 67’ (rig.) Goll 76’ Frercks 89’ | Marcatori | 63’ Lenz |

| Arbitro: | Clajus |

|            |           |            |
| Schuck 14’ | Marcatori | 61’ Gorski |

| Arbitro: | Risse |

|                   |           |  |
| Hartmann 22’, 74’ | Marcatori |  |

| Arbitro: | Föckler |

|             |           |                      |
| Traband 26’ | Marcatori | 14’ Dierßen 82’ Goll |

| Arbitro: | Kautschor |

|          |           |               |
| Goll 32’ | Marcatori | 83’ Kirschner |

| Arbitro: | Hellwig |

|                                                                                  |           |                     |
| Pirsig 15’ (rig.) Langer 17’ (rig.) Czizewski 53’, 82’ Steinhauer 65’ Bakies 85’ | Marcatori | 2’, 69’, 73’ Hayduk |

| Arbitro: | Klauser |

|  |           |                                           |
|  | Marcatori | 25’ Hofmann 36’ Loontiens 87’ Schuhmacher |

| Arbitro: | Ahlenfelder |

|                    |           |                        |
| Dörmann 76’ (rig.) | Marcatori | 25’ Hayduk 40’ Surmann |

### Coppa di Germania
| Arbitro: | Horeis |

|  |           |                                                    |
|  | Marcatori | 32’ Bernecker 69’ Cestonaro 85’ Wagner 89’ Posniak |

## Statistiche

### Statistiche di squadra
| Competizione      | Punti | In casa | In casa | In casa | In casa | In casa | In casa | In trasferta | In trasferta | In trasferta | In trasferta | In trasferta | In trasferta | Totale | Totale | Totale | Totale | Totale | Totale | DR |
| Competizione      | Punti | G       | V       | N       | P       | Gf      | Gs      | G            | V            | N            | P            | Gf           | Gs           | G      | V      | N      | P      | Gf     | Gs     | DR |
| ----------------- | ----- | ------- | ------- | ------- | ------- | ------- | ------- | ------------ | ------------ | ------------ | ------------ | ------------ | ------------ | ------ | ------ | ------ | ------ | ------ | ------ | -- |
| 2. Bundesliga     | 36    | 19      | 9       | 5       | 5       | 43      | 30      | 19           | 4            | 5            | 10           | 27           | 42           | 38     | 13     | 10     | 15     | 70     | 72     | -2 |
| Coppa di Germania | -     | 1       | 0       | 0       | 1       | 0       | 4       | 0            | 0            | 0            | 0            | 0            | 0            | 1      | 0      | 0      | 1      | 0      | 4      | -4 |
| Totale            | 36    | 20      | 9       | 5       | 6       | 43      | 34      | 19           | 4            | 5            | 10           | 27           | 42           | 39     | 13     | 10     | 16     | 70     | 76     | -6 |

### Andamento in campionato
| Giornata  | 1  | 2  | 3  | 4  | 5  | 6  | 7  | 8  | 9  | 10 | 11 | 12 | 13 | 14 | 15 | 16 | 17 | 18 | 19 | 20 | 21 | 22 | 23 | 24 | 25 | 26 | 27 | 28 | 29 | 30 | 31 | 32 | 33 | 34 | 35 | 36 | 37 | 38 |
| --------- | -- | -- | -- | -- | -- | -- | -- | -- | -- | -- | -- | -- | -- | -- | -- | -- | -- | -- | -- | -- | -- | -- | -- | -- | -- | -- | -- | -- | -- | -- | -- | -- | -- | -- | -- | -- | -- | -- |
| Luogo     | T  | C  | T  | C  | C  | T  | C  | T  | C  | T  | C  | T  | C  | T  | C  | T  | C  | T  | C  | C  | T  | C  | T  | T  | C  | T  | C  | T  | C  | T  | C  | T  | C  | T  | C  | T  | C  | T  |
| Risultato | P  | V  | P  | P  | P  | V  | V  | N  | P  | V  | N  | N  | V  | P  | V  | N  | N  | P  | N  | N  | P  | P  | P  | P  | V  | N  | V  | P  | V  | P  | V  | N  | V  | V  | N  | P  | P  | V  |
| Posizione | 19 | 13 | 15 | 17 | 17 | 15 | 13 | 12 | 13 | 12 | 10 | 11 | 10 | 11 | 10 | 9  | 10 | 11 | 12 | 13 | 13 | 13 | 14 | 15 | 15 | 16 | 12 | 13 | 12 | 13 | 12 | 13 | 11 | 11 | 11 | 11 | 12 | 12 |

Legenda:

Luogo: C = Casa; T = Trasferta. Risultato: V = Vittoria; N = Pareggio; P = Sconfitta.

### Statistiche dei giocatori
| Giocatore          | 2. Bundesliga | 2. Bundesliga | 2. Bundesliga | 2. Bundesliga | Coppa di Germania | Coppa di Germania | Coppa di Germania | Coppa di Germania | Totale   | Totale | Totale      | Totale     |
| Giocatore          | Presenze      | Reti          | Ammonizioni   | Espulsioni    | Presenze          | Reti              | Ammonizioni       | Espulsioni        | Presenze | Reti   | Ammonizioni | Espulsioni |
| ------------------ | ------------- | ------------- | ------------- | ------------- | ----------------- | ----------------- | ----------------- | ----------------- | -------- | ------ | ----------- | ---------- |
| R. Aussem          | 26            | 0             | 6             | 0             | 1                 | 0                 | 0                 | 0                 | 27       | 0      | 6           | 0          |
| N. Bebensee        | 28            | 1             | 3             | 0             | 1                 | 0                 | 0                 | 0                 | 29       | 1      | 3           | 0          |
| L. Beike           | 2             | 0             | 0             | 0             | 0                 | 0                 | 0                 | 0                 | 2        | 0      | 0           | 0          |
| B. Dierßen         | 37            | 4             | 6             | 0             | 1                 | 0                 | 0                 | 0                 | 38       | 4      | 6           | 0          |
| G. Dämpfling       | 28            | 3             | 7             | 0             | 1                 | 0                 | 0                 | 0                 | 29       | 3      | 7           | 0          |
| A. Frercks         | 25            | 2             | 0             | 0             | 1                 | 0                 | 0                 | 0                 | 26       | 2      | 0           | 0          |
| J. Goll            | 34            | 8             | 5             | 0             | 1                 | 0                 | 0                 | 0                 | 35       | 8      | 5           | 0          |
| B. Gorski          | 37            | 4             | 5             | 0             | 1                 | 0                 | 0                 | 0                 | 38       | 4      | 5           | 0          |
| F. Hartmann        | 28            | 12            | 2             | 1             | 0                 | 0                 | 0                 | 0                 | 28       | 12     | 2           | 1          |
| P. Hayduk          | 32            | 9             | 0             | 0             | 1                 | 0                 | 0                 | 0                 | 33       | 9      | 0           | 0          |
| D. Hennies         | 28            | 0             | 4             | 0             | 0                 | 0                 | 0                 | 0                 | 28       | 0      | 4           | 0          |
| E. Kownatzki       | 2             | 0             | 0             | 0             | 0                 | 0                 | 0                 | 0                 | 2        | 0      | 0           | 0          |
| K. Körth           | 2             | 0             | 0             | 0             | 0                 | 0                 | 0                 | 0                 | 2        | 0      | 0           | 0          |
| M. Maczuga         | 2             | 0             | 0             | 0             | 0                 | 0                 | 0                 | 0                 | 2        | 0      | 0           | 0          |
| H. Neumann         | 12            | 1             | 0             | 0             | 0                 | 0                 | 0                 | 0                 | 12       | 1      | 0           | 0          |
| M. Pięta           | 16            | 3             | 2             | 0             | 1                 | 0                 | 0                 | 0                 | 17       | 3      | 2           | 0          |
| J. Rynio           | 38            | 0             | 0             | 0             | 1                 | 0                 | 0                 | 0                 | 39       | 0      | 0           | 0          |
| D. Schatzschneider | 18            | 14            | 4             | 0             | 1                 | 0                 | 0                 | 0                 | 19       | 14     | 4           | 0          |
| R. Scholz          | 34            | 5             | 5             | 0             | 1                 | 0                 | 0                 | 0                 | 35       | 5      | 5           | 0          |
| B. Steiner         | 26            | 0             | 5             | 0             | 0                 | 0                 | 0                 | 0                 | 26       | 0      | 5           | 0          |
| K. Surmann         | 25            | 4             | 2             | 0             | 1                 | 0                 | 0                 | 0                 | 26       | 4      | 2           | 0          |
| F. Wedekind        | 1             | 0             | 0             | 0             | 0                 | 0                 | 0                 | 0                 | 1        | 0      | 0           | 0          |